# Цонцешти (Прахова)
Цонцешти (рум. Țonțești) насеље је у Румунији у округу Прахова у општини Телега. Oпштина се налази на надморској висини од 440 m.

## Становништво
Према подацима из 2002. године у насељу је живело 12 становника, од којих су сви румунске националности.